# Piknométer

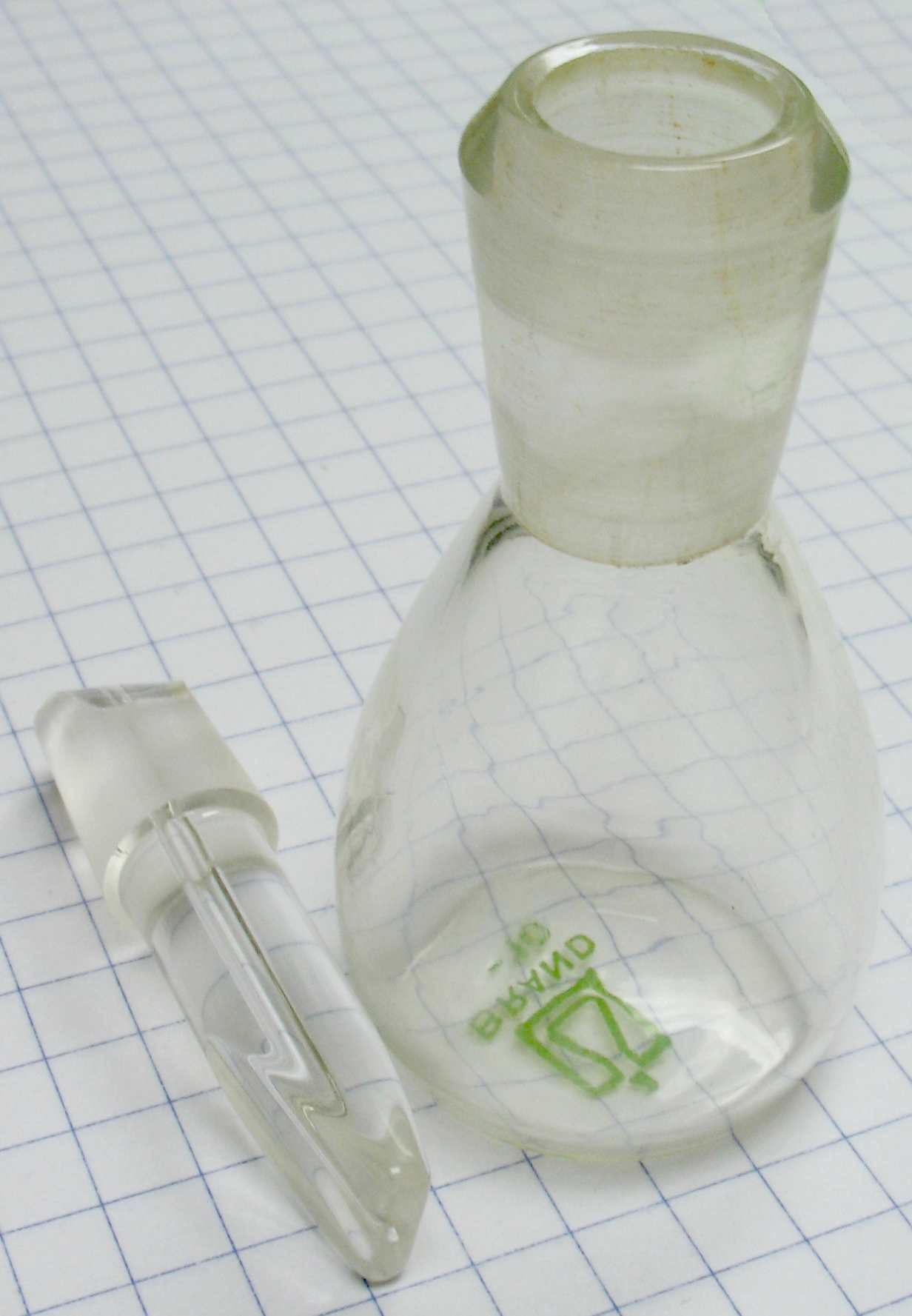
Piknométer

A piknométer lombikhoz hasonló, hasas, szűk nyakú üvegedény. A nyílása csiszolatos kapillárissal zárható, amelyen egy körbefutó, csiszolt jel a folyadékszint pontos beállíthatóságát biztosítja. Pontos sűrűségmeghatározásra használják olyan esetekben, amikor areométerrel nem határozható meg, vagy teljesen pontos érték szükséges.
Az elnevezés a görög pyknosz (πυκνός = sűrű) és metró (μετρώ = megmér) szó összetételéből származik.

## Használata
A piknométert először száraz állapotban megmérik analitikai mérlegen, majd megtöltik desztillált vízzel és elvégzik az oldalcsövön keresztül a jelre állítást. Található a piknométerben egy hőmérő, melynek segítségével ellenőrzik a víz pontos hőmérsékletét és táblázatból kiolvassák a víz pontos sűrűségét. Ezután a desztillált vízzel megtöltött piknométert is lemérik analitikai mérlegen. Ezen adatok ismeretében kiszámítható a piknométer pontos térfogata.
Ezt követően az ismeretlen sűrűségű oldattal töltik meg a piknométert s a fent említett jelre állítást és tömegmérést szintén elvégzik. Az oldat sűrűsége a mért tömeg és a piknométer számított térfogatának hányadosaként kapható meg.